# Nukleofil
Nukleofil – cząsteczka lub grupa, w której występuje nadmiar elektronów i w odpowiednich warunkach może być ich donorem.
W ogólnym rozumieniu tego terminu nukleofilami są wszystkie zasady Lewisa, a zatem i Brønsteda. Należy jednak zwrócić uwagę, że w chemii organicznej słowo nukleofil ma zwykle węższe znaczenie i odnosi się do cząsteczek atakujących atomy elektrofilowe, a niekoniecznie silnie wiążących protony. Analogicznie, istnieją także zasady nienukleofilowe, które chętnie wiążą protony, lecz nie mają charakteru nukleofilowego (np. DBU).
O ile zasady protonowe można uszeregować według ich mocy, właściwości nukleofilowe zależą od elektrofila, z którym dany nukleofil reaguje – w ten sposób silnie zasadowy nukleofil, będący silnym nukleofilem w przypadku reakcji wymiany protonu, może być w przypadku innej reakcji słabym nukleofilem. W związku z tym dzieli się je na twarde i miękkie. Twardy nukleofil to cząsteczka o bardzo skoncentrowanym centrum nukleofilowym – czyli miejscu w cząsteczce, które ma nadmiar elektronów. Przykłady twardych nukleofili to OH−
, F−
, NH
3. Miękki nukleofil to na odwrót, cząsteczka o rozmytym centrum nukleofilowym. Przykłady miękkich nukleofili to I−
, CN−
, benzen.
Twarde nukleofile chętnie reagują z twardymi elektrofilami, a miękkie z miękkimi. W związku z tym np. jodek srebra, zawierający związane ze sobą miękkie nukleofilowe aniony jodkowe i miękkie elektrofilowe kationy srebra, jest bardzo słabo rozpuszczalny w wodzie, której cząsteczki są twardymi nukleofilami.
Związki zawierające silnie oddziałujące ze sobą dwa różne centra nukleofilowe noszą nazwę związków ambidentnych, należy do nich np. anion cyjankowy.